# With You (Jessica Simpson)
With You è il secondo singolo estratto da In This Skin, terzo album della cantante statunitense Jessica Simpson.
Il singolo è divenuto uno dei più venduti della Simpson, entrando nella top ten in Australia e Regno Unito, e in top 20 in Irlanda, Norvegia e Stati Uniti.
È un midtempo di musica pop, scritto dalla stessa Simpson insieme a Billy Mann e Andy Marvel. La cantante è la protagonista del video diretto sul set del reality show Newlyweds.
Il video rievoca la vita quotidiana della Simpson alle prese con le faccende domestiche mentre si reinventa casalinga.

## Tracce
DVD single
- 1. "With You"
- 2. "Sweetest Sin"

CD 1
- 1. "With You" (album version) – 3:12
- 2. "Fly" (album version) – 3:32

CD 2
- 1. "With You" (album version)
- 2. "With You" (acoustic version)
- 3. "Where You Are" (edit version)
- 4. "With You" (video)

European Maxi single
- 1. "With You"
- 2. "Irresistible"
- 3. "I Wanna Love You Forever"

## Classifiche
| Classifica (2004) | Posizione massima |
| ----------------- | ----------------- |
| Australia         | 4                 |
| Europa            | 25                |
| Irlanda           | 11                |
| Norvegia)         | 11                |
| Nuova Zelanda     | 39                |
| Regno Unito       | 7                 |
| Stati Uniti       | 14                |
| Stati Uniti (Pop) | 1                 |